# Diego de Astorga y Céspedes
Diego de Astorga y Céspedes (Gibraltar, 17 de outubro de 1664 — Toledo, 9 de fevereiro de 1734), foi um religioso espanhol, Arcebispo de Toledo, Primaz da Espanha e cardeal do século XVIII.

## Biografia
Dom Diego de Astorga y Céspedes nasceu em Gibraltar, Diocese de Cádis, de uma família modesta. Seu segundo sobrenome também é listado como Cespides. Estudou na Universidade de Granada, onde obteve a licenciatura em direito canônico.
Ordenado ao sacerdócio em 17 de dezembro de 1689. Examinador sinodal e vigário geral de Cádis em 1694. Vigário geral de Ceuta, 1705. Inquisidor da cidade e do reino de Múrcia em 1710.
Eleito bispo de Barcelona em 30 de março de 1716 pelo Papa Clemente XI. Consagrado no 14 de junho seguinte, na Igreja de São Patrício em Lorca, por Luis Antonio Belluga y Moncada, bispo de Cartagena, assistido por Jerónimo del Valle Ledesma, bispo de Almeria, e por Diego Muñoz Baquerizo, bispo de Segorbe. Promoveu a devoção a Nossa Senhora da Europa, título de devoção mariana em Gibraltar. Inquisidor geral da Espanha, 30 de março de 1720. Promovido à sé metropolitana e primacial de Toledo, 22 de julho de 1720, tomando posse em 31 de agosto.
Criado cardeal-presbítero no consistório de 26 de novembro de 1727; com o breve apostólico de 6 de dezembro de 1727, o papa lhe enviou o barrete vermelho; nunca foi a Roma para receber o chapéu vermelho e o título. Não participou do conclave de 1730, que elegeu o Papa Clemente XII. Membro do Conselho Privado do Rei Luís I.

Cardeal Astorga faleceu em 9 de fevereiro de 1734, em Madri. Exposto na catedral metropolitana e primacial de Santa María de la Asunción e sepultado em frente ao altar El Transparente, que ele havia construído, na capela do Santísimo Sacramento daquela catedral. Em 27 de março de 1734, seu discurso fúnebre foi pronunciado na catedral metropolitana de Toledo pelo Dr. D. Lucas Velez Moro y Barroso.